# Blagoveščenskij rajon (Baschiria)
Il Blagoveščenskij rajon (in russo Благовещенский район?) è un rajon (distretto) della Baschiria, nella Russia europea; il capoluogo è Blagoveščensk.
Istituito nel 1930, ricopre una superficie di 2.291 chilometri quadrati ed ospita una popolazione di circa 15.000 abitanti.